# EV Ravensburg
EV Ravensburg – niemiecki klub hokejowy z siedzibą w Ravensburgu.

## Historia
Dotychczasowe nazwy klubu
- Eislaufverein Ravensburg (1881–1932)
- ERV Ravensburg (1932–1968)
- EV Ravensburg (1968–2007)
- EVR Tower Stars (2007-2010)
- Ravensburg Towerstars (2010-)

Do 2013 występował w 2. Bundeslidze, do której awansował w sezonie 2006/2007 (przegrany finał play-off 0-2 z Heilbronner Falken). Nigdy nie grał w najwyższej klasie rozgrywkowej w Niemczech. Obecnie występuje pod nazwą Ravensburg Towerstars. Od 2013 gra w DEL2.
Od 2008 do 2011 trenerem zespołu był Peter Draisaitl. W maju głównym trenerem został Tomasz Valtonen, a asystentami Kasper Vuorinen i Marc Vorderbrüggen. W listopadzie 2019 Valtonena zastąpił Rich Chernomaz.

## Sukcesy
- Awans do II ligi: 2007
- Złoty medal 2. Bundesligi: 2011
- Złoty medal DEL2: 2019
- Srebrny medal DEL2: 2022